# Witosza Bistrica
Witosza Bistrica (bułg. Футболен клуб Витоша) – bułgarski klub piłkarski, mający siedzibę w miejscowości Bistrica w odległości 15 km od stolicy Sofia na zachodzie kraju.

## Historia
Chronologia nazw:
- 1958: Witosza Bistrica (bułg. ФК "Витоша" Бистрица)

Klub piłkarski Witosza Bistrica został założony we wsi Bistrica w 1958 roku. W 1974 roku klub został pierwszym wiejskim klubem z obwodu miejskiego Sofia, który uczestniczył w trzecioligowych rozgrywkach - Grupie "W". Został jednak później zdegradowany z grupy z powodu nowych schematów organizacyjnych wprowadzonych przez związek piłki nożnej. Przez następne 30 lat klub był niezmienionym uczestnikiem ligi regionalnej Sofia. 
W 2007 roku Klub powrócił do południowo-zachodniej Grupy "W". W sezonie 2007/08 zespół zajął 8.miejsce, w następnym sezonie powtórzył ten sukces. Sezon 2009/10 zakończył na 6.pozycji, a w kolejnym awansował na trzecią lokatę w grupie. W sezonie 2011/12 zespół znów był szóstym w lidze oraz zdobył Puchar Amatorskiej Ligi Piłkarskiej. W sezonie 2012/13 klub osiągnął najlepszą pozycję w swojej długiej historii, zajmując drugie miejsce w końcowej klasyfikacji w południowo-zachodniej Grupie "W". Tylko jeden punkt dzielił do zespołu, który zajął pierwsze miejsce. W sezonie 2013/14 klub po raz pierwszy występował w Grupie "B" Mistrzostw Bułgarii. Debiut był nieudanym, końcowe 11.miejsce w tabeli spowodowało spadek do III ligi. W sezonie 2014/15 klub zajął 4.miejsce, a w następnym sezonie 2015/16 był drugim i powrócił do Grupy "B". W swoim pierwszym sezonie po powrocie klub zajął trzecie miejsce w lidze, które premiowało awansem do I ligi bułgarskiej.

## Sukcesy

### Trofea międzynarodowe
Nie uczestniczył w rozgrywkach europejskich (stan na 02-05-2019).

### Trofea krajowe
| \| \| Zdobyte trofea w rozgrywkach Bułgarii (stan na: 2 maja 2019) \| |                                                              |      |                  |
| Rozgrywki                                                             | Osiągnięcie                                                  | Razy | Sezon(y)         |
| · Mistrzostwo                                                         | I miejsce                                                    | 0    |                  |
| · Mistrzostwo                                                         | II miejsce                                                   | 0    |                  |
| · Mistrzostwo                                                         | III miejsce                                                  | 0    |                  |
| · Mistrzostwo                                                         | ?.miejsce                                                    | 1    | 2017/18          |
| Puchar                                                                | zdobywca                                                     | 0    |                  |
| Puchar                                                                | finalista                                                    | 0    |                  |
| Puchar                                                                | 1/16 finału                                                  | 2    | 2013/14, 2018/19 |
| II liga                                                               | I miejsce                                                    | 0    |                  |
| II liga                                                               | II miejsce                                                   | 0    |                  |
| II liga                                                               | III miejsce                                                  | 1    | 2016/17          |
| Bułgaria                                                              | Zdobyte trofea w rozgrywkach Bułgarii (stan na: 2 maja 2019) |      |                  |

- Grupa "W":
  - wicemistrz (2x): 2012/13 (południowo-zachodnia), 2015/16 (południowo-zachodnia)
  - 3.miejsce (1x): 2010/11 (południowo-zachodnia)

## Stadion
Klub rozgrywa swoje mecze domowe na stadionie Witosza w Bistricy, który może pomieścić 2,000 widzów.